# Moggridgea whytei
Espèce
Moggridgea whytei est une espèce d'araignées mygalomorphes de la famille des Migidae.

## Distribution
Cette espèce se rencontre en Namibie, au Botswana, en Zambie, au Malawi et au Congo-Kinshasa,.

## Description
Les femelles mesurent de 7,73 à 18,27 mm

## Étymologie
Cette espèce est nommée en l'honneur de Alexander Whyte).

## Publication originale
- Pocock, 1897 : On the spiders of the suborder Mygalomorphae from the Ethiopian Region, contained in the collection of the British Museum. Proceedings of the Zoological Society of London, vol. 1897, p. 724-774 (texte intégral).